# Distretto di Betong
Il distretto di Betong (in thailandese: อำเภอเบตง) è un distretto (amphoe) della Thailandia, situato nella provincia di Yala.